# ロニー・スペクター
ロニー・スペクター（Ronnie Spector、1943年8月10日 - 2022年1月12日）は、アメリカの歌手。本名はヴェロニカ・イヴェット・グリーンフィールド（旧姓ベネット） 。
ガールズグループ「ロネッツ」の元リードシンガーであり、元祖「バッドガール・オブ・ロックンロール」と称される 。

## 生涯
ロニーは1950年代後半に姉のエステル・ベネット、従姉のネドラ・タリーとともにコーラスグループを結成した。フィル・スペクターのレーベルPhillesと契約し、レコーディングの大部分を彼がプロデュースした。ロネッツは 1960年代に 「Be My Baby」 (1963)、「Baby, I Love You」(1963)、「(The Best Part of) Breakin' Up」 (1964)、「Walking in the Rain」 (1964) などのヒット曲を連発した。
1968年にフィルと結婚した後、一時的に活動を休止。
1972年の別居後、ロネッツを再結成し、活動を再開。
1980年、ソロ・デビュー・アルバム『SIREN』をリリース。
1986年、エディ・マネーの曲「Take Me Home Tonight」にフィーチュアされ再起を果たした。その後、アルバム『Unfinished Business』（1987）、『Something's Gonna Happen』（2003）、『Last of the Rock Stars』（2006）、『English Heart』（2016）をリリースした。また、EP『She Talks to Rainbows』(1999)を録音している。
1990年、回顧録『Be My Baby: How I Survived Mascara, Miniskirts, and Madness, Or, My Life as a Fabulous Ronette』を出版した 。
2007年、ロネッツのメンバーとしてロックの殿堂入りを果たした。

## ディスコグラフィー

### ロネッツ
- Presenting the Fabulous Ronettes Featuring Veronica (1964)
- Sing the Greatest Hits (1975)
- The Ronettes Greatest Hits – Volume 2 (1981)
- The Best of The Ronettes (1992)

### ソロアルバム
- Siren (1980)
- Unfinished Business (1987)
- The Last of the Rock Stars (2006)
- English Heart (2016)

### EP
- She Talks to Rainbows (1999)
- Something's Gonna Happen (2003)
- Best Christmas Ever (2010)

### シングル
- 1971: "Try Some, Buy Some" (Apple 1832)
- 1975: "You'd Be Good For Me" (Tom Cat YB-10380)
- 1976: "Paradise" (Warner Spector SPS 0409)
- 1977: "Say Goodbye To Hollywood" (Epic 8-50374)
- 1978: "It's a Heartache" (Alston 3738)
- 1980: "Darlin'" (Polish PR-202)
- 1987: "Who Can Sleep" (Columbia 38-07082)
- 1987: "Love On a Rooftop" (Columbia 38-07300)

### 書籍
- Spector, Ronnie; Vince Waldron (1990). Be My Baby: How I Survived Mascara, Miniskirts, and Madness, or My Life as a Fabulous Ronette (1st ed.). New York: Harmony Books. ISBN 0-517-57499-3. OCLC 21196925
  - 『ロニー・スペクター自伝　ビー・マイ・ベイビー』シンコーミュージック・エンタテイメント、2024年

ヴィンス・ウォルドロン共著、五十嵐正監訳、安江幸子訳。ISBN 978-4-401-65190-0